# 上石津御陵古墳

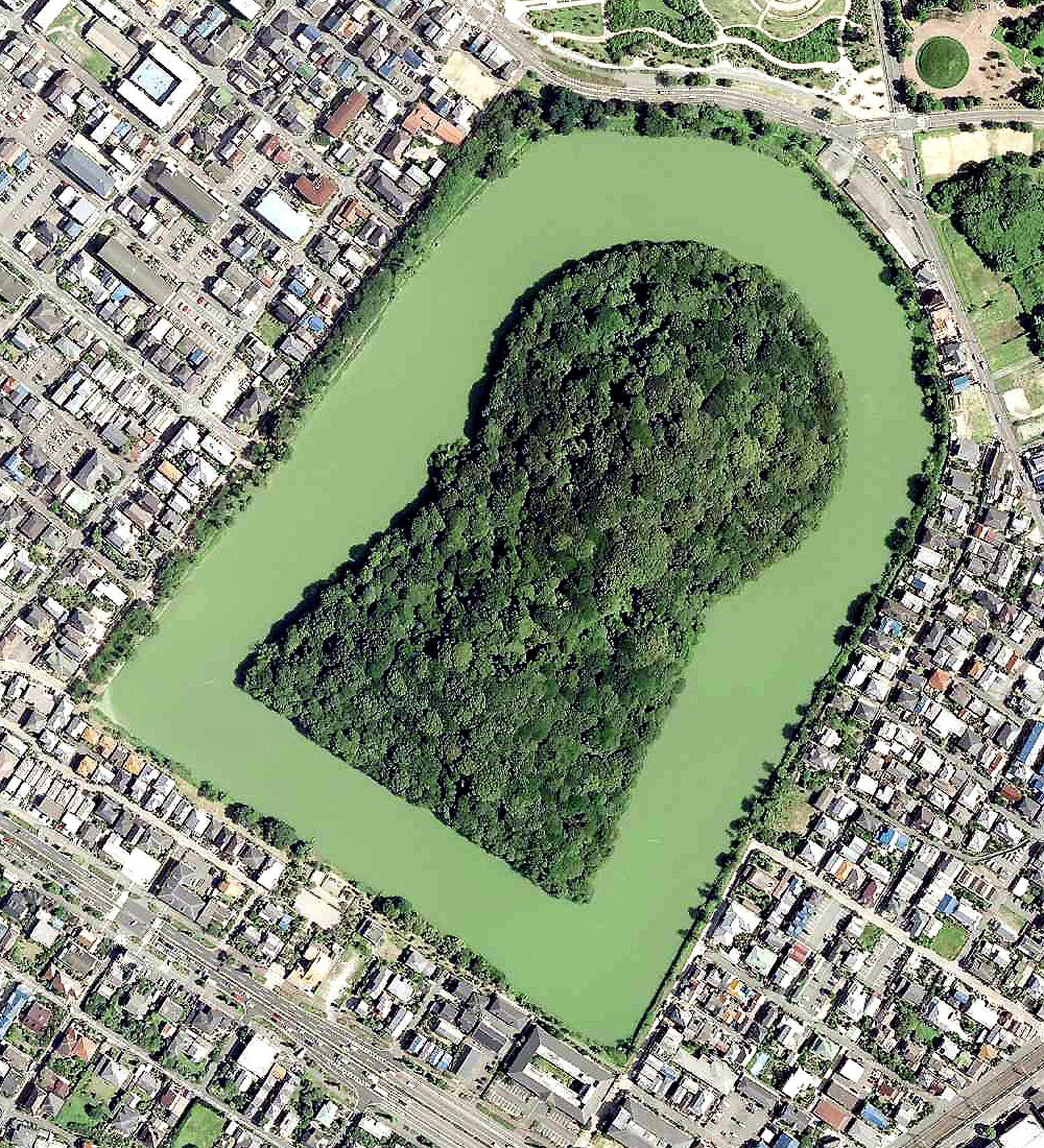
上石津御陵墳的航拍照片（2007年）

上石津御陵墳（日语：／ Kamiishidu misanzai kofun），又稱石津丘古墳或百舌鳥陵山古墳，是位於日本大阪府堺市西區石津丘的一座前方後圓墳，隸屬於百舌鳥古墳群，雖然實際上入葬者不明，但是古墳被宮內廳指定為第17代履中天皇的陵墓，稱為百舌鳥耳原南陵。在日本全國的古墳中，規模上僅次於同市堺區的大仙陵古墳、同府羽曳野市的譽田御廟山古墳，為日本第三大。

## 概要

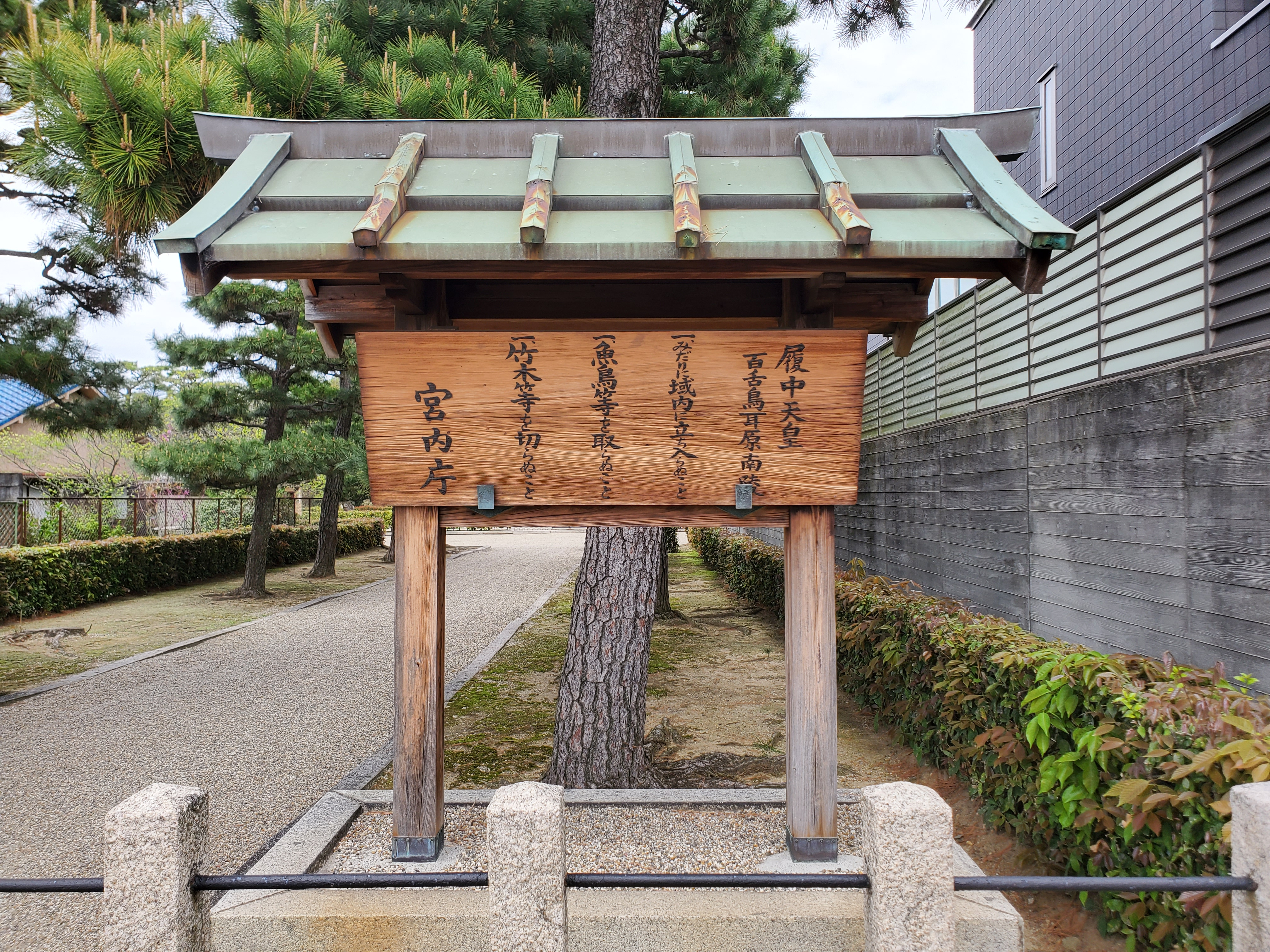
宮內廳的標示牌

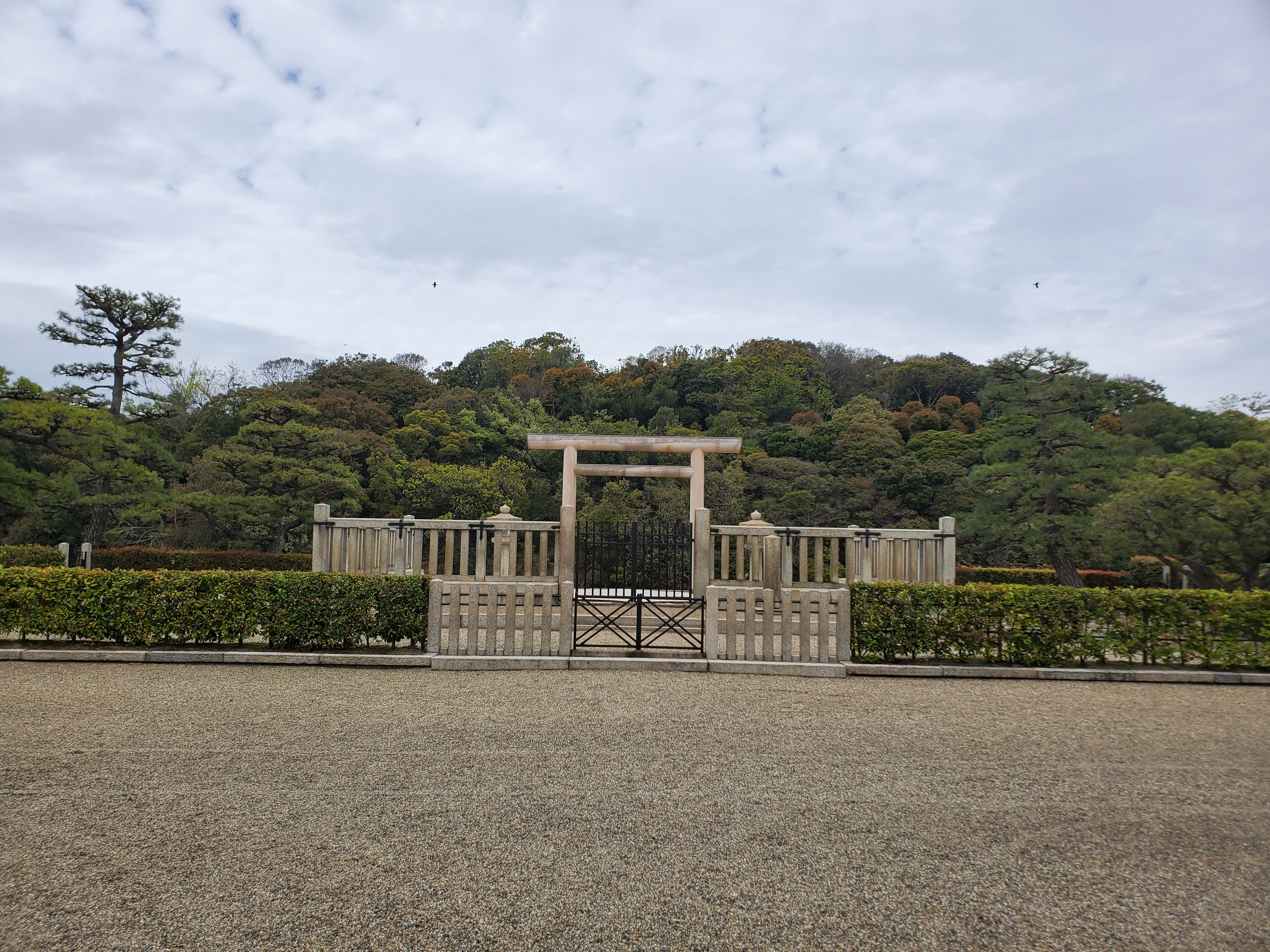
百舌鳥耳原南陵拜所

古墳位於百舌鳥古墳群的南邊，墳丘長365米，為日本第三大的古墳。後圓部分位於北面，西面建有造出，過去有雙重周壕，現只剩餘一重。日語原名中的源於，指御陵，古墳現在由宮內廳管理，並且視為履中天皇的陵墓，而在江戶時代的繪圖也有寫上「履中天皇陵」的標記。古墳位處的上石津在併入堺市前屬於泉北郡神石村的大字，是現在堺區石津町的中心部分，只有此古墳劃分至西區管理。
陪葬墓原本有約10座，但是現存的只有七觀音古墳和寺山南山古墳。現在已消失的七觀山古墳曾經出土了大量陪葬品，有可能是專門用來放置陪葬品和陪葬墓。

## 規模
古墳規模如下。
- 墳丘長：365米
- 後圓部分，3層組成。
  - 直徑：205米
  - 高：27.6米
- 前方部分，3層組成。
  - 闊：235米
  - 高：25.3米

### 引用
1. ↑  . 堺市.   [2016-09-24]. （原始内容存档于2019-07-07）.
2. 1 2  百舌鳥古墳群（堺市） & 2014年，第34-35頁.

## 外部連結
- 百舌鳥耳原南陵（页面存档备份，存于）
- 履中天皇陵古墳（ミサンザイ古墳・石津ヶ丘古墳・百舌鳥陵山古墳）（页面存档备份，存于）